# Сакович Володимир Олегович
Сакович Володимир Олегович — старший сержант підрозділу Національної гвардії України, учасник російсько-української війни, який загинув у ході російського вторгнення в Україну в 2022 році.

## Життєпис
Народився 3 січня 1997 року в м. Миколаєві.
На початок російського вторгнення в Україну проходив службу у складі ОЗСП «Азов».
Загинув 2 березня 2022 року в боях з російськими окупантами при обороні міста Маріуполя.

## Нагороди
- орден «За мужність» III ступеня (2022, посмертно) — за особисту мужність і самовіддані дії, виявлені у захисті державного суверенітету та територіальної цілісності України, вірність військовій присязі.